# Gaoyou
Gaoyou, tidigare känt som Kaoyu, är en stad på häradsnivå som lyder under Yangzhous stad på prefekturnivå i Jiangsu-provinsen i östra Kina. Den ligger omkring 120 kilometer nordost om provinshuvudstaden Nanjing.